# Giravolt
Giravolt va ser un magazín de reportatges de periodicitat setmanal i conduït pel periodista Antoni Serra que es va distingir pel tractament de temes polèmics i pel seu atreviment ideològic.
El programa es va estrenar el 17 d'abril de 1973 i va es va deixar d'emetre el 1978, com a represàlia d'una vaga dels treballadors de Miramar. Giravolt era presentat pel periodista Antoni Serra i Camarasa.
Alguns dels reportatges que va emetre varen ser sobre l'11 de setembre de 1976 a Sant Boi (sota el nom de "Influències urbanístiques a Barcelona a l'entrada de les tropes de Felip V" per enganyar la censura), un reportatge a Tarradellas a l'exili, el Sant Jordi de 1978 reclamant l'estatut d'autonomia o uns especials dedicats a Lluís Llach i a Maria del Mar Bonet, els quals varen ser la primera emissió en color en català.